# Axel Ripke
Axel Herbert Ewald Ripke (* 28. April 1880 in Mitau; † 5. Dezember 1937) war ein deutscher Journalist und Politiker (Deutsche Vaterlandspartei, DVP, NSDAP).

## Leben und Wirken

### Jugend, frühe Laufbahn und Erster Weltkrieg
Ripke studierte nach dem Abschluss seiner Schullaufbahn Geschichte und Philologie. Nach dem Studium arbeitete er zunächst als Journalist. 1908 heiratete er die Schriftstellerin Lenore Kühn, die während ihrer Ehe als Lenore Ripke-Kühn und später, nach ihrer Scheidung (1920) und zweiten Heirat – mit dem Künstler Hermann Frobenius – im Jahr 1922, als Lenore Frobenius-Kühn bekannt war.
Politisch stand Ripke in der Zeit vor dem Ersten Weltkrieg dem imperialistisch-nationalistischen Alldeutschen Verband nahe. Enge Verbindungen unterhielt er insbesondere auch zu dem Historiker Friedrich Meinecke, einer intellektuellen Führungsfigur im Lager der Rechten. Seit 1912 war Ripke zudem Herausgeber der national-liberalen Zeitschrift Der Panther. Der Name dieser Zeitschrift, die in dem von Erich Ernst Schwabach in Leipzig gegründeten Panther Verlag erschien, war eine Anspielung auf den sogenannten Panthersprung nach Agadir, die sich damit zum Kurs eines expansiven Nationalismus bekannte und nach Beginn des Ersten Weltkrieges sofort die deutsche Kriegführung unterstützte. Ripke selbst wurde im Winter 1914/15 als Leutnant der Reserve eingezogen. In den folgenden Jahren war er vor allem in Pressestellen des Heeres und der Militärverwaltung tätig. Seine Vertretung in der Redaktion des Panthers übernahm derweil seine Frau.
Im November 1917 kehrte Ripke dann als Pressechef der damals neugegründeten Deutschen Vaterlandspartei ins Zivilleben zurück. Daneben veröffentlichte er weiterhin einige Publikationen zur Befeuerung der Kriegsmoral, so den Sammelband Zehn deutsche Reden, an dem auch die spätere Führungsfigur der NSDAP Ernst Graf zu Reventlow beteiligt war.

### Nachkriegszeit und Karriere als Gauleiter
Nach dem Ende des Ersten Weltkriegs und dem Zusammenbruch des Kaiserreiches soll Ripke Karl Höffkes – wie auch einem Schriftstück in seiner Akte beim Obersten Parteigericht der NSDAP – zufolge kurzzeitig Generalsekretär der Deutschen Volkspartei (DVP) gewesen sein. Diese musste er vorgeblich verlassen, nachdem er als Generalsekretär in kurzer Zeit eine große Schuldenlast von angeblich 40.000 Reichsmark verursacht hatte. 1919 bekleidete er zudem das Amt eines Geschäftsführers des Hansa-Bundes. Später war er für die Zeitung Bürgervorwärts tätig.
In den frühen 1920er Jahren fand Ripke Anschluss an Kreise der völkischen Rechten: Anfang 1925 wurde er eines der ersten Mitglieder der neugegründeten NSDAP. Bald danach, am 27. März 1925, wurde Ripke dann von Adolf Hitler zum Gauleiter des Gaues Rheinland-Nord ernannt, dessen Organisationszentrale in Elberfeld angesiedelt war. Zu seinen engsten Mitarbeitern im Gau zählten Karl Kaufmann, Hellmuth Elbrechter und Joseph Goebbels. Binnen kurzer Zeit kam es zu schweren Differenzen zwischen Ripke und seinen Mitarbeitern, die den politischen Kurs ihres Chefs als zu moderat ablehnten. Die „jungen Radikalen“ prangerten insbesondere den fehlenden revolutionären Impetus Ripkes an. Auf dem Höhepunkt der Auseinandersetzung des Trios mit Elbrechter veröffentlichte Goebbels im Juni 1925 schließlich den Aufsatz Verkalkte Intelligenz, der kaum versteckte, scharfe Angriffe auf Ripke enthielt. In Goebbels’ Tagebüchern finden sich in dieser Zeit außerdem zahlreiche Polemiken gegen Ripke wie:
„Er hasst meinen Radikalismus wie die Pest. Er ist doch nur ein verkappter Bürgerlicher. Mit diesen macht man keine Revolution.“
In dem Bestreben, Ripke zu stürzen, fädelte die Clique Kaufmann-Goebbels-Elbrechter schließlich eine Intrige gegen diesen ein, indem sie ihn bei der Parteiführung in München der Unterschlagung von Parteigeldern bezichtigten. Im Juli 1925 wurde daraufhin ein Parteiehrengerichtsverfahren zur Untersuchung des Vorwurfes eingesetzt, dessen Vorsitz Gregor Strasser übernahm. Ripke beurlaubte sich noch vor dem Abschluss der Untersuchung am 7. Juli 1925 selbst und trat, der Ränkespiele seiner Untergebenen müde, von seinem Posten zurück. Neuer Gauleiter wurde Kaufmann. Goebbels jubelte über das Revirement an der Spitze des Gaus:
„Jetzt nimmt die Jugend das Ruder in die Hand! Und dann gehts mit allen Winden voran. In diesem Winter noch wird man uns fürchten lernen!“
Nach der Trennung konzedierte der spätere Propagandaminister jedoch, dass er „unendlich viel bei ihm [Ripke] gelernt“ habe und dass dieser „ein Ereignis in meinem Leben“ gewesen sei.

### Spätes Leben
In der zweiten Hälfte der 1920er Jahre war Ripke Redakteur bei der deutschnationalen Bergisch-Märkischen Zeitung. Zeitweise soll er zudem von seiner zweiten Ehefrau, der Ärztin Greta Ripke-Lück, unterhalten worden sein.
1929 wurde er für die NSDAP Mitglied der Stadtverordnetenversammlung von Wuppertal, wo er sich als effektiver Redner hervortat. In der Gauleitung Düsseldorf übernahm er zu dieser Zeit die Sachbearbeitung der Kommunalpolitik. Seine Hoffnung, bei der Reichstagswahl von 1930 von der Partei auf die Wahlliste aufgenommen zu werden, erfüllte sich dagegen nicht.
Während Ripke innerhalb der Parteiführung damals noch gute Beziehungen zu Gregor Strasser und Walther Buch unterhielt, überwarf er sich bald mit dem Düsseldorfer Gauleiter Florian, was zu anhaltenden Konflikten führte. Alfred Rosenberg ernannte ihn im Februar 1932 zum Landesleiter des Kampfbundes für Kultur für Rheinland und Westfalen, widerrief die Ernennung aber im April auf Drängen Florians. Den Höhepunkt der Auseinandersetzung mit Florian markierte ein Gutachten des Gerichtsarztes Schütt vom Sommer 1932, das Ripke für geisteskrank erklärte. Die Gruppe um Florian und dessen Adlatus Vetter kennzeichnete Ripke fortan als einen für die Partei untragbaren „Pathologen“ [sic!] und verwies auf Gerüchte, denen zufolge Ripkes Zustand die Folgen einer in seiner Jugend zugezogenen Syphilis sei. Daneben wurden angebliche Charaktermängel Ripkes kritisiert und ihm vorgeworfen, „ein Konjunkturpolitiker übelster Art“ zu sein.
Im Herbst 1932, nach einer Rede Ripkes bei einer Versammlung des von der NSDAP abgelehnten Alldeutschen Verbandes, beantragte Florian Ripkes Ausschluss aus der NSDAP. Ripke legte gegen die Ausschlussentscheidung der Düsseldorfer Gauleitung Protest ein, worauf die Entscheidung des Falles dem Obersten Parteigericht der NSDAP übertragen wurde, das mit Beschluss vom 9. November 1932 Ripkes endgültigen Ausschluss verfügte.
Im Mai 1934 erreichte Ripke kurzzeitig seine Rehabilitierung und Wiederaufnahme in die Partei, die jedoch infolge von Florians Widerspruch bald danach wieder zurückgenommen wurde (Entscheidung des Gaugerichtes Düsseldorf vom 9. Mai 1934). Auf lokaler Ebene konnte er noch einmal in die Politik zurückkehren, als er als Stadtverordneter erneut in die Stadtverordnetenversammlung von Wuppertal gewählt wurde.

## Schriften
- Deutschland und England in Marokko und Tripolis. Unsere Politik in Gegenwart und Zukunft, 1911.
- Neue Weltkultur, 1915.
- Zehn deutsche Reden, Leipzig 1915.
- Der Koloss auf tönernen Füssen. Gesammelte Aufsätze über Russland, München 1916.
- Der Weg zur Macht im Reich und in Preussen, 1932. (Denkschrift)